# Daniel Istranin
Daniel Istranin (Daniele di Bernardo del Pozzo da Capodistria) (Istra, poč. 15. stoljeća), učitelj i alkemičar. Bio je učitelj u Istri i Veneciji, a više se zanimao za alkemiju, nego za podučavanje. Nastojao je pronaći "kamen mudraca" i "crkvenu tinkturu", ali je nakon dugogodišnjih pokusa ustanovio da je njegov rad bio uzaludan. Obeshrabren, napisao je podulju pjesmu na latinskome, u kojoj je opisao svoja alkemijska nastojanja i razočaranje. Pjesma je postala poznata, pa su je još nekoliko stoljeća recitirali i tumačili mnogi poznati alkemičari.